# 信長の野望・嵐世記
『信長の野望・嵐世記』（のぶながのやぼう・らんせいき）は、2001年にコーエー（現・コーエーテクモゲームス）から発売された歴史シミュレーションゲーム。「信長の野望シリーズ」の第9作。「嵐世紀」は誤り。Windows版が発売された後に、Xbox（通常版（以下、無印）のみ）、PlayStation 2（以下、PS2）に移植された。「コーエーテクモ定番シリーズ」などの廉価版も発売されている。
信長の野望シリーズをはじめコーエー作品のパッケージイラストを多く手掛けている長野剛の画集『長野剛　人物イラストレーションワークス』（ISBN 4-7758-0433-2）では本作のパッケージイラストが初めに取り上げられている。

## 内容

### 概要
ゲームの目的は全国から大名を1名選択し（本作以降マルチプレイ不可）日本全土を統一することである。前作『烈風伝』までと同様に「武力統一」、つまり全国全ての城を自分の支配下に置くことによってクリアとなるが、それ以外にも『覇王伝』において採用された従属大名のシステムが復活したことで「同盟統一」、すなわちプレイヤーが全ての大名を従属させることによるクリア、および「従属統一」、すなわちプレイヤーが従属した大名が同盟統一することによるクリアも可能となった。なお本作では大名を従属させることはできるが、（対等な関係の）同盟は結べない。ただし姫を嫁がせ婚姻関係を結ぶことはできるので、これにより互いに攻め込まれる確率を下げられる。
ターンが大名の名声順（ただし従属大名は独立大名の後）に一ヶ月ごとに回ってきて、順番に命令を出すシステムになっている。前作に比べ登場大名や武将数が大幅に増加した。また今までの作品ではコンピュータ担当大名の配下に家臣が一人もいない場合、大名死亡時にはその大名の治める城は空き城になっていたが、本作では「遠縁」という設定の架空武将が後継者に迎えられ、大名の後継となる。また婚姻を結ばない限り、血縁以外の武将を後継者に指名できない（プレイヤー大名が、血縁不在の状況で死亡した場合、ゲームオーバーになる）。1700年を迎えても勝利条件を満たさないと、時間切れでゲームオーバーになる。
音楽は山下康介が担当した。音楽面では内政時の音楽は前作では大名居城のある地方に応じた曲が流れていたが、本作では大名の規模により曲が変わるようになった（ただし他家に従属中は規模によらず専用の音楽が流れる）。一方、合戦時には戦地の地形に応じた曲が流れる。
なお本作から初心者向けにゲームのチュートリアルがWin版にも搭載された（コンシューマ版では前作『烈風伝』のwithPKにもチュートリアルは搭載されていた）。
またPC版で本作から以降の作品に引き継がれることになったことは多数あり、
- 強制フルスクリーン化（『創造』からは強制ではなくなった）
- BGMの非CD-DA化（ゲーム時以外にサウンドトラックとして使うことができない）
- 戦闘リアルタイム化によるマルチプレイ不可
- シリアルによるユーザー登録（＝中古購入者はユーザーズページ利用不可）
- PlayStation 2に移植されるようになり、また移植時には改良されたり新要素が追加されるようになった[2]

などがある。
それ以外の細かいところでは、本作より（名目上の主人公である）織田家の家紋（織田木瓜）がそれまでの明るい青から濃い赤での表示に変更された。
本作のPC版においては発売直後にバグが多発したことで公式掲示板などで批判があった。PS2版withPKについてはある程度はPC版無印での不満点も解消されている。
なおソースネクスト版無印及びダウンロード販売版（2011年9月販売終了）については、たとえ新品で購入してもシリアルは付属しない。従ってユーザー登録はできないため、PKを別途入手してもパッチのダウンロードができない。それ以前にダウンロード販売版はPKのインストール自体ができず、またVista対応も行われていない。ただしソースネクスト版でもwithPKにはシリアルも付属している。
また前述の通り本作のBGMは前作までと異なり、CD-DAからではなく音楽ファイルによる演奏となっている。そのファイルは"BGM"という拡張子で、そのままでは再生できない。しかしファイルの先頭部分をバイナリエディタなどでWAVファイルのそれに書き換え、拡張子も"wav"にすることで再生可能になる。
信長の野望シリーズとして初めて、DVD-ROMを採用している（PlayStation 2版とXbox版のみ）。

### 知行制・軍団制の復活
『覇王伝』の知行制が形を変えて復活している。今回のシステムは勲功があった武将に与えた知行でその武将の兵力が決まるようになっている。ただし『覇王伝』とは異なり知行高は領国一括での数値としてのみ表されるため、転封を行うことはできない。また「家臣の要求する知行に対して石高は低いため、常に領土拡大をしないと知行不足になり、出奔する武将が続出する」、「勲功がなければいくら統率が高くても多くは知行を与えられないため、武官にはなかなか知行を与えられず、内政主体の文官にばかり知行を与える結果になる」など問題点も多かった。
『天翔記』で採用された軍団制も復活した。前述の奉行も大名の能力値により任命できる奉行数の上限数は変わるので、領土が拡大していくと軍団長を任命することになる。第2軍団以降は通常はコンピュータに委任となり大まかな方針しか与えられないが、血縁武将ならば自分で命令を出すことも可能である。第2軍団以下の奉行数の上限数もやはり軍団長の能力値で決まる。

### 奉行制の導入
前々作『将星録』および前作『烈風伝』に採用されていた箱庭内政システムは本作では採用されず、『天翔記』までの数値で表す方式に回帰した。と言っても『天翔記』までとは異なり毎月コマンドを指定する必要はなく、いったん武将を例えば開墾奉行に任命しておけば、解任するまで、あるいは石高が上限に達するまでずっとその武将が開墾を継続するようになる。領内開発だけではなく訓練や領内警戒など軍事、浪人登用や武将引抜など計略についても同様に奉行を任命して行う。ただし奉行を毎ターンごとに任命する必要がないとは言っても、配下から特定のコマンドをその月に行うべき、あるいは控えた方がいいと助言がある場合もあるため、それに応じて奉行任免を適宜行うことでより効率的にはなる。
また開発が進むとともに城下のグラフィックも立派になっていくが、グラフィック変化はターン切り替わりの際に行われ、またそれを知らせるメッセージなども表示されないため、開発の進行が分かりづらい面があり比較的達成感は薄くなっている。なお城下の人々をクリックすることで話し掛けることができ、ゲームのヒントや他国情報を教えてくれることもある。

### パラメータ
本作での武将の能力パラメータは隠しを含めて「政治」「統率」「知略」「野望」「義理」「相性」、前作までの「智謀」が「知略」に変更され、戦争に関するパラメータが「統率」のみになった。
特技の数は「開墾」「商業」「改修」「訓練」「登用」「引抜」「外交」「回復」「検地」「治水」「貿易」「奉仕」「茶湯」「剣豪」「混乱」「収拾」「説得」「激励」「捕縛」「逃亡」「攻城」「影」「軍神」「三段」「雨撃」「鉄壁」「槍衾」「突撃」「守戦」「連射」と大幅に増加した。ただし前作までは武将に（家宝のある限り）いくらでも家宝を与えることができたのに対し、本作では2つまでしか与えられないので、後述のPKのエディタを使っても家臣自身がもともと持つ特技（最大）4つ＋家宝により付加される特技（最大）2つの6つまでしか特技は持たせられない。

### 諸勢力について
本作ではそれぞれ違った特性がある主人公に選択できない諸勢力というシステムを採用することで、戦国時代の勢力配置や複雑な支配関係をできるかぎり再現することを狙っている。諸勢力としては、国人衆、寺社衆、水軍衆、忍者衆、自治都市、朝廷が存在。寺社衆はさらに旧仏教、一向宗、切支丹に分かれる。プレイヤーは国人衆を除き諸勢力を滅ぼすことはできない。（PS2PK版のみ、寺社勢力も滅ぼすことができる）
諸勢力には金銭、米、鉄砲、家宝その他を提供することで関係を良くすることができる。はじめは関係は多くの場合「疎遠」で、援助を続けると「友好」、更には「親密」にすることができる。逆にこちらから金銭などを要求・要請したり、様々な要因で敵対関係になったりすると関係は「対立」そして「仇敵」と冷え込む。関係が悪化すると交渉もできなくなる（大抵は金米の提供だけは受け付けるので、全く手がないわけではない。また、自治都市、忍者、寺社、水軍衆に宣伝を依頼すると、それぞれの勢力圏にある全諸勢力との関係が改善される）。
諸勢力には規模が1-10の範囲で設定されており、提供した物資に比例して成長していく。規模に応じて、その諸勢力の動員兵力や、宣伝などの効率が上がって行き、味方にすれば頼りになる反面、敵に回すと手強くなる。
ある諸勢力が既に他大名と「親密」になっている場合、いくら関係を良くしようとしてもそのままでは「友好」までにしかできない。こういった場合は「親密」になっている大名を滅ぼすのが一つの方法であるが、自治都市や忍者、寺社衆はそれぞれの勢力圏に悪評の流布を行うこともできるので、そういった勢力に悪評を流させてその隙に付け入る方法もある（逆に言えば、自大名への悪評を放置しておくとあっという間に諸勢力との関係が悪化する）。または一揆を起こすように仕向ける。また他大名の行動の結果、まれに「友好」に下がることもあるのでそれを待つ。
ゲーム開始時は、諸勢力の頭領は実在の人物（たとえば、相模の忍者衆「風魔流」は風魔小太郎）が就いているが、寿命で亡くなったり、大名に武将として登用されることもあり、架空の人物が頭領になることもある。諸勢力の頭領は自大名家へ仕官させることもできる。援助を続けることで良好な関係を保っていればランダムで仕官を申し出てくるが、国人衆、水軍衆、忍者衆は同じ出自の武将がいればこちらから勧誘することも可能である（仕官の申し出を断ることもできる）。
国人衆、寺社衆は独自の兵力を保持し、一揆を起こされると力のない大名は滅ぼされてしまうほどである。国人・寺社衆の一揆が成功すると、そのまま大名となるが、諸勢力は別人が跡を継ぎそのまま残る。
前述の通り、コマンドの半自動化で前作まででかなりの部分を占めていた要素が簡略化されたこともあり、また前述の通り武力で滅ぼすこともできない。これまでの作品では織田家はコンピュータ担当の場合作品タイトル通りたいてい勢力を伸ばすが、本作では逆に凋落していくことが多い。これは織田家と本願寺の相性が悪く設定されていることや、本作の知行制や諸勢力などのシステムが織田家の内部分裂を起こす方向に働きやすいことが理由にある。
諸勢力武将は、次の3タイプがいる。
- 通常の武将が、諸勢力に属している状態。顔グラフィック、列伝共に独自のものが用意されている。
- 諸勢力専用武将だが、実在の人物である場合。顔グラフィックは汎用となっている。列伝は独自のものだが、諸勢力であることを前提とした説明になっている。また、諸勢力としてどのシナリオにも登場する関係上、生没年は史実と異なる設定になっていることが多い。河野政通のように、ゲーム開始以前に死亡したと見られる人物も登場している。
- 諸勢力専用武将で、架空の人物である場合。顔グラフィックは汎用、列伝はその諸勢力の解説を加えた汎用のものとなっている。

#### 国人衆
国人衆は敵に回すと戦闘においてかなり不利になるが、逆に友好以上の関係を保つと、国内の警備を頼むことができる。中にはその国固有の特技を持っている国人衆も存在し、配下の武将に兵種を身に付けさせることが可能な修行に出すのに必要な入門書をもらえるなどの利点がある。具体的には次の通り。
鍛冶
鉄砲、大砲の献上。入門書で「鉄砲」（あるいは「荷駄」）修行が可能になる。
馬飼
馬の献上。入門書で「騎馬」修行。
築城
築城技術の提供（城の最大防御度アップ）、もしくは改修手伝い。入門書で「弓」修行。
金堀
金の献上。入門書で「荷駄」修行。
薬師
配下武将に病人がいるとき薬を献上。
なお築城技術はPKのエディタでも変更できない。
その国を統一している場合は、検地により国人衆の土地を奪い総石高を上げることもできるが、関係は悪化する。更に検地を続けるとその国から国人衆は消滅する。

#### 寺社衆
寺社衆は交渉の際に大名の改宗を求めてくる場合もある。改宗することでその宗派との交渉は容易になるが、他宗派との交渉は難しくなる。また布教活動を行い、武将を改宗させることもある。
寺社衆の中でも特に一向宗は鉄砲隊を率いることがあるため実に厄介で、また一揆を起こして新大名となった場合には本願寺が存在するシナリオでは本願寺に自動的に従属する。そのため本願寺が存在するシナリオでは本願寺はかなりの割合で勢力を伸ばす（なお『天翔記』でも本願寺は強かった）。

#### 水軍衆
水軍衆は交渉の際に他の水軍との縁切りを要求してくることもある。また水軍衆との関係が悪いと沿岸の海域で海賊行為を起こされ金や米を略奪されることもあるが、関係が良ければ明との貿易をすることもでき、成功すれば家宝などを入手できる。また合戦で渡海が必要な場合、関係が「仇敵」だと渡海を拒否され、通行を許された場合でも、関係が悪いほど通行料や渡航部隊数が不利になる。また、合戦では通行を許した水軍衆が敵に回ってしまうこともある。水軍衆は自分と親密な大名領への通行を許さないため、自分と親密になっておけば、その水軍衆の支配する海域からの侵攻を恐れる必要はなくなる。水軍衆同士の合戦もあり、海域を失った水軍衆は滅亡する。しかし、プレイヤーはどちらかに肩入れする以上の介入はできない。滅亡した水軍衆の頭領は、浪人になる。

#### 忍者衆
忍者衆は情報収集やさまざまな謀略実行に必要な忍者の貸し出しをしてくれる。本作では他大名の情報はあらかじめ忍者を潜り込ませておき、数ターン経過して初めて全てが分かるようになっているため、また敵国への工作活動のためにも、忍者衆との関係は重要である。また関係が良好だと有能な忍者やくのいちを借りられるようにもなる。
忍者と他の大名の武将、あるいは忍者同士で戦闘が発生することもある。戦闘の結果忍者が負傷・死亡することもあれば、忍者のレベルが上がることもある。

#### 自治都市（商人）
自治都市との関係が良くなると、商人との取引で有利になる。また茶器を持っている武将に取引を行わせた場合、ランダムで茶会が開かれ茶器をもらえたり他国情報を入手したりもできる。
なお商人については武将などと異なり史料が不足していることもあって、ゲーム開始時から架空の商人がいる。

#### 朝廷
領国に使者として公家が訪れ、資金援助や御料所返還を求めてくることがある。御料所返還に応じると石高（兵糧収入）は減少するが、朝廷との関係は良くなる。朝廷との関係が良くなると官位叙任をしてくれる。逆に朝廷との関係が悪化すると、朝廷の使者が軍団長をそそのかし、謀反を起こさせてしまう。
朝廷工作は無印の場合こちらから行うことはできないが、（朝廷のある）近畿圏の諸勢力に自家の宣伝を依頼することで使者の訪問頻度を高めることができる。

#### 幕府
征夷大将軍になっている大名がいる場合は幕府も諸勢力の一つとなる。大名討伐令や役職就任を受けるかどうかで、その大名との友好度が左右される。討伐令を出された大名は、他大名との友好度が軒並み低下する。また役職就任により名声も上がるが、幕府の権威が低下すればその上昇幅も小さくなる。
プレイヤー大名自身も征夷大将軍となり幕府を開くことができる。条件は「朝廷と親密であること」、「正三位以上の官位を持っていること」、「石高が2万以上あること」である。幕府を開けば他大名を役職に就けることや討伐令を出すことで外交戦略の手段にできる。ただし役職を与えることで、別の大名の友好度が下がることもある。
幕府を開いた勢力が存在しても、別の大名が新たに幕府を開く条件を満たした場合には朝廷は旧将軍を解任し、新たに条件を満たした大名が将軍宣下を受け、幕府を開くことになる。
本作は、シリーズで初めて江戸幕府がシナリオ開始時から存在するが、幕府役職は室町幕府のもののみが用意されている。

### シナリオ
本作では「天翔記」以来となる「信長誕生」シナリオが搭載されているほか、シリーズでは初となる織田家が信長と信行の二つの家に分裂している「信行謀反」シナリオが存在する。その他一度統一することで出現するシナリオを含め、（無印では）5本のシナリオが搭載されている。またPC版では本作以降ダウンロード販売によりシナリオが販売されるようになった。
通常版のシナリオは以下の5つである。「家中分裂」は統一後に出現する。
1. 1534年5月　信長誕生
2. 1556年5月　信行謀反
3. 1570年4月　信長包囲網
4. 1582年2月　本能寺の変
5. 1582年6月　家中分裂

また、オンライン通販で以下のシナリオを購入できる。
1. 1542年8月　美濃の蝮(PS2PK版は美濃の奸雄)
2. 1548年9月　蝮の娘

パワーアップキット版では、以下のシナリオが追加される。ただし、Xbox版、PS2版は標準装備。「決戦」「大坂の陣」出現は、PC版ではミッションチャレンジモードで指定されたミッションをクリアする必要があるが、Xbox版、PS2PK版では「大坂の陣」のみ標準装備されている(PS2無印はゲームクリアで解放)。「関ヶ原前夜」と「決戦」の違いは、「関ヶ原前夜」は豊臣方と徳川方の大名が、それぞれ従属大名として登場するが、「決戦」では家臣化して豊臣と徳川に集約されていることである（『信長の野望・天翔記』の「関ヶ原前夜」と同様）。
1. 1546年1月　信長元服
2. 1560年5月　桶狭間合戦
3. 1573年4月　信玄死す
4. 1585年9月　四国征伐
5. 1599年3月　関ヶ原前夜
6. 1599年3月　決戦
7. 1614年7月　大坂の陣

以下は、PS2版パワーアップキット版のみの追加シナリオである。「諸王の戦い」は古今東西の著名人が参戦する架空シナリオ。
1. 1582年6月　山崎の合戦
2. 1570年4月　諸王の戦い

### 戦闘システム
戦闘面ではこれまでの敵味方が交互にコマンドを出すターン制から、リアルタイムで指示を出し、指示に従い半オートで戦闘を行う、リアルタイムストラテジーの要素を取り入れたものになった。また各部将に「槍」「弓」「騎馬」「鉄砲」「大筒」「荷駄」という兵種が設定され、非所持の兵種の部隊は率いることができない。
以上のようにこれまでの信長の野望シリーズにはなかった新方式に変わった戦争だったが、敵総大将のみを狙い打ちにすればいい点など粗が目立ち、発売直後から不評だった。
また武将小隊を壊滅させるとPC版では即部隊壊滅だったのに対し、コンシューマー版では最寄の味方拠点もしくは退却ポイントへ壊走するようになるなど、システムが多少変更されている。

### パワーアップキット
パワーアップキット（以下、PK）版では新武将・新家宝の登録エディタの他、自作の歴史イベントが作成できるエディタが新しく設けられた（PS2版では自動作成方式）。新武将（前田慶次など）や新シナリオ（「信長元服」など）も追加された。前作のPS版『烈風伝』のwithパワーアップキットにもあった日本・海外の古武将が登場する架空シナリオ「諸王の戦い」も引き続き収録されている（一部の古大名の変更・追加あり）。次作『蒼天録』においても歴史イベントエディタは搭載されたが、本作のものよりも簡略化された。なお『天下創世』および『革新』にはイベントエディタは搭載されていない。
無印からのゲームシステムの変更点は、無印では一度親密になった勢力とはなかなか下がらなかった友好度が時間経過とともに下がったり、ある宗派と親密になると他宗派とは交渉不可能になったりするようゲームバランスを変更可能になった。更にイベント頼りだった幕府担当時の大名討伐令発令や公家来訪時の朝廷工作がコマンドに追加された。また武将ごとに設定された出身国では合戦の間だけ統率が高くなる。その他の点でもシステム面がより強化された。
コンピュータの思考も変更された。無印では、好戦的で守りを考えず、また内政と戦争がそれぞれフェイズとして分離していたため、互いに攻め入った先の城を落とし、結果として領土を交換するという場面がしばしば見られた。また、諸勢力にもあまり投資せず、付け入る隙が多かった。パワーアップキットでは、防御中心の思考になり、諸勢力の懐柔にも力を入れるようになった。そのため、合戦の頻度は下がった反面、一つ一つの合戦では手強くなった。また、この思考の変更によって諸勢力の成長が早くなり、その取り込みの重要性が増した。
前作のショートシナリオモードの発展型であるミッションチャレンジモードも追加された。一定の条件下で所定のミッションのクリアを目指すものである。各ミッションのクリアには新武将や新家宝・新シナリオ（「決戦」「大坂の陣」）などが賞品となっている。
Windows版ではファンクラブ専用サービスで配布されている顔変更エディタにより、新武将に既存のCGを利用できるようになり、これを利用して自作の絵の利用や他社作品の人物などの登録も可能になっている。ただし、武将の顔は256色なので、ゲームで使用していない色のCGを使うと、若干色化けを起こす。
なお、コーエー公式ではWindows版PKのWindows 2000以前のOSに対応としており、XP以降での動作保証はしていない（XPでも一応不安定ながら動作はする）。2008年に発売されたソースネクスト版withPKでは正式にXPへ対応しているが、Vistaへの対応は言及されていない。